# توجيه مدرسي ومهني في المغرب
التوجيه المدرسي والمهني أو التوجيه الدراسي يقوم على تقديم وتوضيح مختلف الشعب والمسالك التي يمكن أن يتبعها الطلاب خلال دراستهم بشكل يتوافق مع توجهاتهم ومسارهم الدراسي ومع شخصيتهم. يستجيب التوجيه الدراسي إلى حاجة ملحة نظرا لتزايد تعقيد سوق الشغل.
أساليب التوجيه الدراسي متنوعة جدا، لكنها يجب أن تقوم قبل كل شيء على حرية اختيار الشخص. هناك بعض المؤسسات التي تساعد الطلاب على اختيار شعب ومسالك لم يعرفوا عنها أو لم يفكروا فيها يوما.
يجب أن يتوافق اختيار الطالب للمسلك الذي يرغب في اتباعه مع رغبته المهنية (العمل) في المستقبل، وحسن الاختيار عادة لا يمكن أن يتم إلا بإجراء مقابلة مع الموجه التربوي أو المستشار التربوي المختص، وعليه يقدم هذا الأخير إرشادات ومشورة واعية لاستثمار الجهد والوقت وتحقيق الهدف المنشود.

## تاريخ
طويلة هي الفترة التي كان يتعلم فيها الأطفال مهن آبائهم، حينها كانت الحياة بسيطة ولكن مع التطور الاقتصادي تم إحداث مهن ومعارف جديدة كما عمل تقسيم العمل والبيروقراطية على خلق فرص عمل جديدة لذلك يساعد التوجيه المدرسي على مسايرة هذه المستجدات. يقول معظم علماء الاجتماع بأن الصور النمطية حول المهن تؤثر بشدة على اختيار الطلاب.

## التوجيه إلى السنة الختامية بسلك البكالوريا

### العلوم التجريبية
للمرور إلى السنة الختامية من سلك البكالوريا، على الطلاب الاختيار بين ثلاث مسالك: علوم الحياة والأرض، العلوم الفيزيائية، العلوم الزراعية. كما يمكنهم الاختيار من بين علوم الحياة والأرض والعلوم الفيزيائية التوجه الذي يناسبهم بالمسالك الدولية للبكالوريا المغربية.
| أهداف/المسالك             | علوم الحياة والأرض | العلوم الفيزيائية | العلوم الزراعية |
| ------------------------- | --- | --- | --- |
| مشتركة بين المسالك الثلاث | - اكتساب تكوين متكامل ومتوازن في المواد العلمية، بشكل يسمح بمتابعة الدراسة العليا في أكبر عدد من الكليات والمعاهد والمدارس العليا. - التدرب على خطوات المنهج العلمي من خلال اعتماد الاستدلال العلمي المناسب. - استعمال المنهج الافتراضي الاستنتاجي وتكييفه حسب معطيات وطبيعة الإشكالية المطروحة. - التمكن من الاطلاع على المستجدات ومسايرتها في مجال العلوم والتكنولوجيات. - تنمية القدرة على التواصل الكتابي والشفهي بلغات مختلفة. | - اكتساب تكوين متكامل ومتوازن في المواد العلمية، بشكل يسمح بمتابعة الدراسة العليا في أكبر عدد من الكليات والمعاهد والمدارس العليا. - التدرب على خطوات المنهج العلمي من خلال اعتماد الاستدلال العلمي المناسب. - استعمال المنهج الافتراضي الاستنتاجي وتكييفه حسب معطيات وطبيعة الإشكالية المطروحة. - التمكن من الاطلاع على المستجدات ومسايرتها في مجال العلوم والتكنولوجيات. - تنمية القدرة على التواصل الكتابي والشفهي بلغات مختلفة. | - اكتساب تكوين متكامل ومتوازن في المواد العلمية، بشكل يسمح بمتابعة الدراسة العليا في أكبر عدد من الكليات والمعاهد والمدارس العليا. - التدرب على خطوات المنهج العلمي من خلال اعتماد الاستدلال العلمي المناسب. - استعمال المنهج الافتراضي الاستنتاجي وتكييفه حسب معطيات وطبيعة الإشكالية المطروحة. - التمكن من الاطلاع على المستجدات ومسايرتها في مجال العلوم والتكنولوجيات. - تنمية القدرة على التواصل الكتابي والشفهي بلغات مختلفة. |
| مميزة للمسلك              | - الاستعداد لمتابعة الدراسة العليا في كليات العلوم وكليات العلوم والتقنيات في المسالك المرتبطة بعلوم الحياة وعلوم الأرض. - الاستعداد الأمثل لاجتياز مباراة ولوج كلية الطب. | - الاستعداد لمتابعة الدراسة العليا في مدارس المهندسين وكليات العلوم وكليات العلوم والتقنيات في المسالك المرتبطة بالعلوم الفيزيائية والكيميائية. - إمكانية ولوج الأقسام التحضيرية، مسلك PCSI، وأيضا مسلك MPSI بنسبة %10 من المقاعد المتوفرة. | - إمكانية كبيرة للقبول في الانتقاء الأولي لمعهد الزراعة والبيطرة IAV، والمدرسة الوطنية للفلاحة ENAM، لأن عتبة الانتقاء الأولي تكون منخفضة بالنسبة لهذا المسلك. |

### العلوم الرياضية
للمرور إلى السنة الختامية من سلك البكالوريا، على الطلاب الاختيار بين مسلك العلوم الرياضية أ، والعلوم الرياضية ب. كما يمكنهم الاختيار من بينهما التوجه الذي يناسبهم بالمسالك الدولية للبكالوريا المغربية.
| أهداف/المسالك       | العلوم الرياضية أ | العلوم الرياضية ب |
| ------------------- | --- | --- |
| مشتركة بين المسلكين | - اكتساب معارف علمية وبنيات خوارزمية وطرائق البرهان والتجريب. - تطبيق المعارف والمهارات النظرية والتجريبية في مجالات مختلفة. - التمكن من متابعة الدراسة العليا في أغلب الميادين العلمية والتكنولوجية. - استعمال الرياضيات كمادة مجردة مستقلة وكأداة إجرائية نفعية. - توظيف تقنيات التجريب واستعمال المعدات التجريبية وأجهزة القياس بإتقان. - التواصل كتابيا وشفهيا بيسر اعتمادا على البرهنة والاستدلال. - إمكانية كبيرة للقبول في الانتقاء الأولي بمدارس المهندسين. - إمكانية القبول بالأقسام التحضيرية لولوج المدارس العليا للمهندسين. | - اكتساب معارف علمية وبنيات خوارزمية وطرائق البرهان والتجريب. - تطبيق المعارف والمهارات النظرية والتجريبية في مجالات مختلفة. - التمكن من متابعة الدراسة العليا في أغلب الميادين العلمية والتكنولوجية. - استعمال الرياضيات كمادة مجردة مستقلة وكأداة إجرائية نفعية. - توظيف تقنيات التجريب واستعمال المعدات التجريبية وأجهزة القياس بإتقان. - التواصل كتابيا وشفهيا بيسر اعتمادا على البرهنة والاستدلال. - إمكانية كبيرة للقبول في الانتقاء الأولي بمدارس المهندسين. - إمكانية القبول بالأقسام التحضيرية لولوج المدارس العليا للمهندسين. |
| مميزة للمسلك        | - إمكانية أكبر لاجتياز مباراة كلية الطب بنجاح بفضل الاستفادة من دراسة مادة علوم الحياة والأرض. | - استعداد أحسن لمتابعة الدراسة بالأقسام التحضيرية للمدارس العليا للمهندسين، مسلك MPSI نظرا للاستفادة من دراسة مادة علوم المهندس. |

## إمكانات التوجيه المتاحة بمختلف المستويات الدراسية
| سلك الجذوع | السنة الأولى بكالوريا | السنة الثانية بكالوريا |
| ---------- | --------------------- | ---------------------- |
| ⇩          | ⇩                     | ⇩                      |

|  | ‍ الآداب           |
|  |                  |
|  | ‍ العلوم الإنسانية |
|  |                  |

|  | ‍ العلوم الاقتصادية       |
|  |                         |
|  | ‍ علوم التدبير المحاسباتي |
|  |                         |

|  | ‍ الآداب           |
|  |                  |
|  | ‍ العلوم الإنسانية |
|  |                  |

|  | ‍ العلوم الاقتصادية       |
|  |                         |
|  | ‍ علوم التدبير المحاسباتي |
|  |                         |

|  | ‍ الآداب           |
|  |                  |
|  | ‍ العلوم الإنسانية |
|  |                  |

|  | ‍ العلوم الاقتصادية       |
|  |                         |
|  | ‍ علوم التدبير المحاسباتي |
|  |                         |

|  | ‍ الآداب           |
|  |                  |
|  | ‍ العلوم الإنسانية |
|  |                  |

|  | ‍ العلوم الاقتصادية       |
|  |                         |
|  | ‍ علوم التدبير المحاسباتي |
|  |                         |

|  | ‍ العلوم الاقتصادية       |
|  |                         |
|  | ‍ علوم التدبير المحاسباتي |
|  |                         |

|  | ‍ العلوم الفيزيائية  |
|  |                    |
|  | ‍ علوم الحياة والأرض |
|  |                    |
|  | ‍ العلوم الزراعية    |
|  |                    |

|  | ‍ العلوم الرياضية أ |
|  |                   |
|  | ‍ العلوم الرياضية ب |
|  |                   |

|  | ‍ العلوم الاقتصادية       |
|  |                         |
|  | ‍ علوم التدبير المحاسباتي |
|  |                         |

|  | ‍ العلوم الفيزيائية  |
|  |                    |
|  | ‍ علوم الحياة والأرض |
|  |                    |
|  | ‍ العلوم الزراعية    |
|  |                    |

|  | ‍ العلوم الرياضية أ |
|  |                   |
|  | ‍ العلوم الرياضية ب |
|  |                   |

|  | ‍ العلوم الاقتصادية       |
|  |                         |
|  | ‍ علوم التدبير المحاسباتي |
|  |                         |

|  | ‍ العلوم الفيزيائية  |
|  |                    |
|  | ‍ علوم الحياة والأرض |
|  |                    |
|  | ‍ العلوم الزراعية    |
|  |                    |

|  | ‍ العلوم الرياضية أ |
|  |                   |
|  | ‍ العلوم الرياضية ب |
|  |                   |

|  | ‍ العلوم الاقتصادية       |
|  |                         |
|  | ‍ علوم التدبير المحاسباتي |
|  |                         |

|  | ‍ العلوم الفيزيائية  |
|  |                    |
|  | ‍ علوم الحياة والأرض |
|  |                    |
|  | ‍ العلوم الزراعية    |
|  |                    |

|  | ‍ العلوم الرياضية أ |
|  |                   |
|  | ‍ العلوم الرياضية ب |
|  |                   |

|  | ‍ الآداب           |
|  |                  |
|  | ‍ العلوم الإنسانية |
|  |                  |

|  | ‍ العلوم الاقتصادية       |
|  |                         |
|  | ‍ علوم التدبير المحاسباتي |
|  |                         |

|  | ‍ الآداب           |
|  |                  |
|  | ‍ العلوم الإنسانية |
|  |                  |

|  | ‍ العلوم الاقتصادية       |
|  |                         |
|  | ‍ علوم التدبير المحاسباتي |
|  |                         |

|  | ‍ الآداب           |
|  |                  |
|  | ‍ العلوم الإنسانية |
|  |                  |

|  | ‍ العلوم الاقتصادية       |
|  |                         |
|  | ‍ علوم التدبير المحاسباتي |
|  |                         |

|  | ‍ الآداب           |
|  |                  |
|  | ‍ العلوم الإنسانية |
|  |                  |

|  | ‍ العلوم الاقتصادية       |
|  |                         |
|  | ‍ علوم التدبير المحاسباتي |
|  |                         |

|  | ‍ العلوم الاقتصادية       |
|  |                         |
|  | ‍ علوم التدبير المحاسباتي |
|  |                         |

|  | ‍ العلوم الفيزيائية  |
|  |                    |
|  | ‍ علوم الحياة والأرض |
|  |                    |
|  | ‍ العلوم الزراعية    |
|  |                    |

|  | ‍ العلوم الرياضية أ |
|  |                   |
|  | ‍ العلوم الرياضية ب |
|  |                   |

|  | ‍ العلوم الاقتصادية       |
|  |                         |
|  | ‍ علوم التدبير المحاسباتي |
|  |                         |

|  | ‍ العلوم الفيزيائية  |
|  |                    |
|  | ‍ علوم الحياة والأرض |
|  |                    |
|  | ‍ العلوم الزراعية    |
|  |                    |

|  | ‍ العلوم الرياضية أ |
|  |                   |
|  | ‍ العلوم الرياضية ب |
|  |                   |

|  | ‍ العلوم الاقتصادية       |
|  |                         |
|  | ‍ علوم التدبير المحاسباتي |
|  |                         |

|  | ‍ العلوم الفيزيائية  |
|  |                    |
|  | ‍ علوم الحياة والأرض |
|  |                    |
|  | ‍ العلوم الزراعية    |
|  |                    |

|  | ‍ العلوم الرياضية أ |
|  |                   |
|  | ‍ العلوم الرياضية ب |
|  |                   |

|  | ‍ العلوم الاقتصادية       |
|  |                         |
|  | ‍ علوم التدبير المحاسباتي |
|  |                         |

|  | ‍ العلوم الفيزيائية  |
|  |                    |
|  | ‍ علوم الحياة والأرض |
|  |                    |
|  | ‍ العلوم الزراعية    |
|  |                    |

|  | ‍ العلوم الرياضية أ |
|  |                   |
|  | ‍ العلوم الرياضية ب |
|  |                   |

| الجذع المشترك الصناعي *  | ‍ الـــمـــســـالـــك الـــصـــنـــاعـــيـــة بـــســـلـــك الـــبـــكـــالـــوريـــا  |
|                          | ‍ الـــمـــســـالـــك الـــصـــنـــاعـــيـــة بـــســـلـــك الـــبـــكـــالـــوريـــا  |
| الجذع المشترك الفلاحي *  | ‍ مـــســـلـــك تـــدبـــيـــر الـــضـــيـــعـــة الـــفـــلاحـــيـــة                 |
|                          | ‍ مـــســـلـــك تـــدبـــيـــر الـــضـــيـــعـــة الـــفـــلاحـــيـــة                 |
| ‍ الجذع المشترك الخدماتي * | ‍ الـــمـــســـالـــك الـــخـــدمـــاتـــيـــة بـــســـلـــك الـــبـــكـــالـــوريـــا |
|                          | ‍ الـــمـــســـالـــك الـــخـــدمـــاتـــيـــة بـــســـلـــك الـــبـــكـــالـــوريـــا |

|  | ‍ الآداب           |
|  |                  |
|  | ‍ العلوم الإنسانية |
|  |                  |

|  | ‍ العلوم الاقتصادية       |
|  |                         |
|  | ‍ علوم التدبير المحاسباتي |
|  |                         |

|  | ‍ الآداب           |
|  |                  |
|  | ‍ العلوم الإنسانية |
|  |                  |

|  | ‍ العلوم الاقتصادية       |
|  |                         |
|  | ‍ علوم التدبير المحاسباتي |
|  |                         |

|  | ‍ الآداب           |
|  |                  |
|  | ‍ العلوم الإنسانية |
|  |                  |

|  | ‍ العلوم الاقتصادية       |
|  |                         |
|  | ‍ علوم التدبير المحاسباتي |
|  |                         |

|  | ‍ الآداب           |
|  |                  |
|  | ‍ العلوم الإنسانية |
|  |                  |

|  | ‍ العلوم الاقتصادية       |
|  |                         |
|  | ‍ علوم التدبير المحاسباتي |
|  |                         |

|  | ‍ العلوم الاقتصادية       |
|  |                         |
|  | ‍ علوم التدبير المحاسباتي |
|  |                         |

|  | ‍ العلوم الفيزيائية  |
|  |                    |
|  | ‍ علوم الحياة والأرض |
|  |                    |
|  | ‍ العلوم الزراعية    |
|  |                    |

|  | ‍ العلوم الرياضية أ |
|  |                   |
|  | ‍ العلوم الرياضية ب |
|  |                   |

|  | ‍ العلوم الاقتصادية       |
|  |                         |
|  | ‍ علوم التدبير المحاسباتي |
|  |                         |

|  | ‍ العلوم الفيزيائية  |
|  |                    |
|  | ‍ علوم الحياة والأرض |
|  |                    |
|  | ‍ العلوم الزراعية    |
|  |                    |

|  | ‍ العلوم الرياضية أ |
|  |                   |
|  | ‍ العلوم الرياضية ب |
|  |                   |

|  | ‍ العلوم الاقتصادية       |
|  |                         |
|  | ‍ علوم التدبير المحاسباتي |
|  |                         |

|  | ‍ العلوم الفيزيائية  |
|  |                    |
|  | ‍ علوم الحياة والأرض |
|  |                    |
|  | ‍ العلوم الزراعية    |
|  |                    |

|  | ‍ العلوم الرياضية أ |
|  |                   |
|  | ‍ العلوم الرياضية ب |
|  |                   |

|  | ‍ العلوم الاقتصادية       |
|  |                         |
|  | ‍ علوم التدبير المحاسباتي |
|  |                         |

|  | ‍ العلوم الفيزيائية  |
|  |                    |
|  | ‍ علوم الحياة والأرض |
|  |                    |
|  | ‍ العلوم الزراعية    |
|  |                    |

|  | ‍ العلوم الرياضية أ |
|  |                   |
|  | ‍ العلوم الرياضية ب |
|  |                   |

|  | ‍ الآداب           |
|  |                  |
|  | ‍ العلوم الإنسانية |
|  |                  |

|  | ‍ العلوم الاقتصادية       |
|  |                         |
|  | ‍ علوم التدبير المحاسباتي |
|  |                         |

|  | ‍ الآداب           |
|  |                  |
|  | ‍ العلوم الإنسانية |
|  |                  |

|  | ‍ العلوم الاقتصادية       |
|  |                         |
|  | ‍ علوم التدبير المحاسباتي |
|  |                         |

|  | ‍ الآداب           |
|  |                  |
|  | ‍ العلوم الإنسانية |
|  |                  |

|  | ‍ العلوم الاقتصادية       |
|  |                         |
|  | ‍ علوم التدبير المحاسباتي |
|  |                         |

|  | ‍ الآداب           |
|  |                  |
|  | ‍ العلوم الإنسانية |
|  |                  |

|  | ‍ العلوم الاقتصادية       |
|  |                         |
|  | ‍ علوم التدبير المحاسباتي |
|  |                         |

|  | ‍ العلوم الاقتصادية       |
|  |                         |
|  | ‍ علوم التدبير المحاسباتي |
|  |                         |

|  | ‍ العلوم الفيزيائية  |
|  |                    |
|  | ‍ علوم الحياة والأرض |
|  |                    |
|  | ‍ العلوم الزراعية    |
|  |                    |

|  | ‍ العلوم الرياضية أ |
|  |                   |
|  | ‍ العلوم الرياضية ب |
|  |                   |

|  | ‍ العلوم الاقتصادية       |
|  |                         |
|  | ‍ علوم التدبير المحاسباتي |
|  |                         |

|  | ‍ العلوم الفيزيائية  |
|  |                    |
|  | ‍ علوم الحياة والأرض |
|  |                    |
|  | ‍ العلوم الزراعية    |
|  |                    |

|  | ‍ العلوم الرياضية أ |
|  |                   |
|  | ‍ العلوم الرياضية ب |
|  |                   |

|  | ‍ العلوم الاقتصادية       |
|  |                         |
|  | ‍ علوم التدبير المحاسباتي |
|  |                         |

|  | ‍ العلوم الفيزيائية  |
|  |                    |
|  | ‍ علوم الحياة والأرض |
|  |                    |
|  | ‍ العلوم الزراعية    |
|  |                    |

|  | ‍ العلوم الرياضية أ |
|  |                   |
|  | ‍ العلوم الرياضية ب |
|  |                   |

|  | ‍ العلوم الاقتصادية       |
|  |                         |
|  | ‍ علوم التدبير المحاسباتي |
|  |                         |

|  | ‍ العلوم الفيزيائية  |
|  |                    |
|  | ‍ علوم الحياة والأرض |
|  |                    |
|  | ‍ العلوم الزراعية    |
|  |                    |

|  | ‍ العلوم الرياضية أ |
|  |                   |
|  | ‍ العلوم الرياضية ب |
|  |                   |

| الجذع المشترك الصناعي *  | ‍ الـــمـــســـالـــك الـــصـــنـــاعـــيـــة بـــســـلـــك الـــبـــكـــالـــوريـــا  |
|                          | ‍ الـــمـــســـالـــك الـــصـــنـــاعـــيـــة بـــســـلـــك الـــبـــكـــالـــوريـــا  |
| الجذع المشترك الفلاحي *  | ‍ مـــســـلـــك تـــدبـــيـــر الـــضـــيـــعـــة الـــفـــلاحـــيـــة                 |
|                          | ‍ مـــســـلـــك تـــدبـــيـــر الـــضـــيـــعـــة الـــفـــلاحـــيـــة                 |
| ‍ الجذع المشترك الخدماتي * | ‍ الـــمـــســـالـــك الـــخـــدمـــاتـــيـــة بـــســـلـــك الـــبـــكـــالـــوريـــا |
|                          | ‍ الـــمـــســـالـــك الـــخـــدمـــاتـــيـــة بـــســـلـــك الـــبـــكـــالـــوريـــا |

| 1. إضافة إلى إمكانات التوجيه المبينة في الخطاطة أعلاه يمكن للطالبات والطلاب اختيار متابعة دراستهم بالمسالك الدولية للبكالوريا المغربية "خيار فرنسية"، من أجل ذلك على الراغبين تعبئة بطاقة ترشيح خاصة بذلك. 2. يمكن للطالبات والطلاب اختيار ولوج أقسام تخصص التربية البدنية، من أجل هذا يجب على الراغبين تعبئة بطاقة ترشيح خاصة بذلك. 3. عند التعبير عن الرغبة في ولوج شعبة أو مسلك خاص (*) على الراغبين تعبئة بطاقة ترشيح خاصة. |
| المصدر: وزارة التربية الوطنية والتكوين المهني والتعليم العالي والبحث المهني (المغرب) |

## إمكانات إعادة التوجيه
| بعض إمكانيات إعادة التوجيه في بداية السنة الثانية من سلك البكالوريا (الجدد والمكررون) | بعض إمكانيات إعادة التوجيه في بداية السنة الثانية من سلك البكالوريا (الجدد والمكررون) | بعض إمكانيات إعادة التوجيه في بداية السنة الثانية من سلك البكالوريا (الجدد والمكررون) | بعض إمكانيات إعادة التوجيه في بداية السنة الثانية من سلك البكالوريا (الجدد والمكررون) | بعض إمكانيات إعادة التوجيه في بداية السنة الثانية من سلك البكالوريا (الجدد والمكررون) | بعض إمكانيات إعادة التوجيه في بداية السنة الثانية من سلك البكالوريا (الجدد والمكررون) | بعض إمكانيات إعادة التوجيه في بداية السنة الثانية من سلك البكالوريا (الجدد والمكررون) |
| المسلك الأصلي                                                                         | المسلك الجديد                                                                         | المسلك الجديد                                                                         | المسلك الجديد                                                                         | المسلك الجديد                                                                         | المسلك الجديد                                                                         | المسلك الجديد                                                                         |
| ------------------------------------------------------------------------------------- | ------------------------------------------------------------------------------------- | ------------------------------------------------------------------------------------- | ------------------------------------------------------------------------------------- | ------------------------------------------------------------------------------------- | ------------------------------------------------------------------------------------- | ------------------------------------------------------------------------------------- |
| علوم الحياة والأرض                                                                    | العلوم الفيزيائية                                                                     | العلوم الفيزيائية                                                                     | العلوم الفيزيائية                                                                     | العلوم الزراعية                                                                       | العلوم الزراعية                                                                       | العلوم الزراعية                                                                       |
| العلوم الفيزيائية                                                                     | علوم الحياة والأرض                                                                    | علوم الحياة والأرض                                                                    | علوم الحياة والأرض                                                                    | العلوم الزراعية                                                                       | العلوم الزراعية                                                                       | العلوم الزراعية                                                                       |
| العلوم الزراعية                                                                       | علوم الحياة والأرض                                                                    | علوم الحياة والأرض                                                                    | علوم الحياة والأرض                                                                    | العلوم الفيزيائية                                                                     | العلوم الفيزيائية                                                                     | العلوم الفيزيائية                                                                     |
| العلوم الرياضية أ                                                                     | العلوم الرياضية ب                                                                     | العلوم الرياضية ب                                                                     | العلوم الفيزيائية                                                                     | العلوم الفيزيائية                                                                     | علوم الحياة والأرض                                                                    | علوم الحياة والأرض                                                                    |
| العلوم الرياضية ب                                                                     | العلوم الرياضية أ                                                                     | العلوم الرياضية أ                                                                     | العلوم الفيزيائية                                                                     | العلوم الفيزيائية                                                                     | علوم الحياة والأرض                                                                    | علوم الحياة والأرض                                                                    |

تعتبر عملية إعادة التوجيه فرصة لتصحيح اختيارات التلاميذ، اعتبارا لرغباتهم ومؤهلاتهم ومواصفات المسالك ومتطلباتها، وفي هذه الحالة يتعين التسجيل بالشعبة أو المسلك الأصلي في بداية السنة، ثم إيداع طلبات إعادة التوجيه مرفقة ببيانات النتائج الدراسية بالثانوية التأهيلية المستقبلية قبل نهاية شهر شتنبر من السنة الدراسية (ويستحسن إيداع الطلبات في بداية شهر شتنبر)، كما تتاح للتلاميذ، قبل متم شهر نونبر من السنة الدراسية فرصة ثانية لإعادة التوجيه شريطة عدم الاستفادة منها في بداية الموسم الدراسي وتوفر المسالك المطلوبة وموافقة مجلس القسم.